# James A. Michener
James Albert Michener (/ˈmɪ.tʃə.nɚ/ ; 3 février 1907 – 16 octobre 1997) est un écrivain américain, auteur spécialisé dans le roman historique.

## Biographie
Michener a écrit qu’il ne connaissait pas exactement sa date et son lieu de naissance. Il a été élevé par sa mère adoptive, Mabel Michener, à Doylestown en Pennsylvanie, comme quaker.
À 15 ans, il écrit des chroniques sportives ; à 17 ans, il obtient une bourse pour le collège de Swarthmore (Pennsylvanie), puis il passe deux ans en Europe, voyage de la Méditerranée aux Hébrides. « J'ai eu beaucoup de chance dans ma vie : de l'âge de 17 ans à l'âge adulte, j'ai été étudiant et tous mes voyages m'ont été payés. »
Sa carrière littéraire commence pendant la Seconde Guerre mondiale, alors qu'il est lieutenant dans l’US Navy. Envoyé sur le théâtre d’opérations du Pacifique Sud, il y exerce la fonction d’historien maritime. Il fait de ses notes et impressions un premier livre, Tales of the South Pacific, pour lequel il reçoit le prix Pulitzer de la fiction en 1948.
Le mystère qui entoure la naissance de Michener est au centre de son œuvre littéraire. Dans la plupart de ses romans, il part des origines pour essayer de disséquer le monde d’aujourd’hui et de comprendre la société américaine et la place que tiennent les États-Unis dans le monde.
James Michener fut un sympathisant de la cause amérindienne. Il fut un des premiers à la soutenir avec force conviction. Le thème indien est récurrent dans ses romans (Cheasepeake, Colorado Saga et Caraïbes en témoignent fortement).
Le 10 janvier 1977, le président américain Gerald Ford lui remet la médaille de la Liberté (principale distinction civile du pays) en remerciement de ses généreuses donations financières à de nombreuses universités, bibliothèques, musées et différentes œuvres charitables. Le montant de ses dons est estimé à près de 100 millions de dollars américains. En son honneur, la municipalité de Doylestown a donné son nom au musée des beaux-arts de la ville.

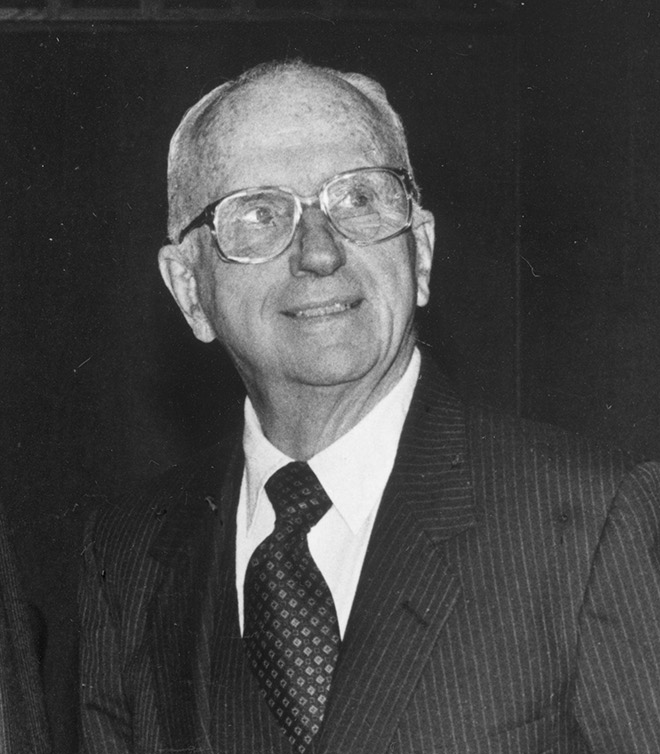
Michener en 1985.

## Œuvre
Michener a écrit près de quarante romans. Il est considéré comme un auteur de romans historiques. « Ma vie intellectuelle a été une perpétuelle oscillation entre la littérature et les sciences sociales. Je n'ai jamais pu choisir entre la pensée abstraite et les applications pratiques. Je n'y parviens pas davantage maintenant. » Il raconte des évènements historiques en y insérant des personnages de fiction afin de mieux faire ressentir le quotidien des époques et des lieux.
Avec Hawaï, l'auteur inaugure une méthode qui consiste à suivre à travers les générations des personnages ayant un rôle à jouer dans un territoire donné. L'histoire de chaque personnage est longuement introduite, au besoin hors du territoire donnant son nom au roman. l'histoire du territoire continue avec la descendance des premiers personnages et avec les nouveaux arrivants. Cette méthode permet à l'auteur de poursuivre un récit long et complexe tout en donnant au lecteur une impression de familiarité et de cohérence alors que les évènements décrits dans les différentes périodes pourraient être abordées de façon indépendante.
Michener peut utiliser également des lieux naturels comme des personnages à part entière de son œuvre. Il a souvent commencé ses romans par une longue mise en place, voire une personnification du terroir. Dans Colorado saga et Hawaï notamment, le premier chapitre est une histoire de la géologie du sujet du roman.

## Liste des œuvres
Titres parus en France, mais dates de parution aux États-Unis
- 1948 : Pacifique Sud (Tales of the South Pacific)
- 1949 : Les Feux du printemps (The Fires of Spring)
- 1950 : Retour au paradis (Return to Paradise)
- 1951 : La voie de l'Asie (The Voice of Asia)
- 1953 : Les Ponts de Toko Ri (The Bridges at Toko Ri)
- 1954 : Sayonara
- 1954 : Le monde flottant (The Floating World)
- 1957 : Le pont de Landau (The Bridge at Andau)
- 1959 : Hawaï (Hawaii)
- 1963 : Caravanes (Caravans)
- 1965 : La Source (The Source)
- 1972 : Les Dériveurs (The Drifters)
- 1974 : Colorado saga (Centennial)
- 1978 : Chesapeake
- 1980 : L'Alliance (The Covenant)
- 1982 : La Course aux étoiles (Space)
- 1983 : Pologne (Poland)
- 1986 : Texas
- 1987 : Rien moins que justice (Legacy)
- 1988 : Alaska
- 1988 : Klondike, la ruée vers l’or (Journey)
- 1989 : Caraïbes (Caribbean)
- 1991 : Le Roman (The Novel)
- 1993 : Mexico
- 1994 : Recessional (Dr Zorn)
- 1995 : Miracle in Seville
- 2007 : Matecumbe

## Adaptations cinéma
- 1953, Retour au Paradis (Return to Paradise), film réalisé par Mark Robson
- 1954, Les Ponts de Toko-Ri (The Bridges at Toko-Ri), film réalisé par Mark Robson
- 1957, Femmes coupables (Until They Sail), film réalisé par Robert Wise
- 1957, Sayonara, film réalisé par Joshua Logan
- 1958, South Pacific, film réalisé par Joshua Logan
- 1966, Hawaï, film réalisé par George Roy Hill
- 1970, Le Maître des îles (The Hawaïians), film réalisé par Tom Gries
- 1978, Colorado (Centennial), série créée par John Wilder.
- 1978, Caravane (Caravans), film réalisé par James Fargo.